# Winchester oubliée

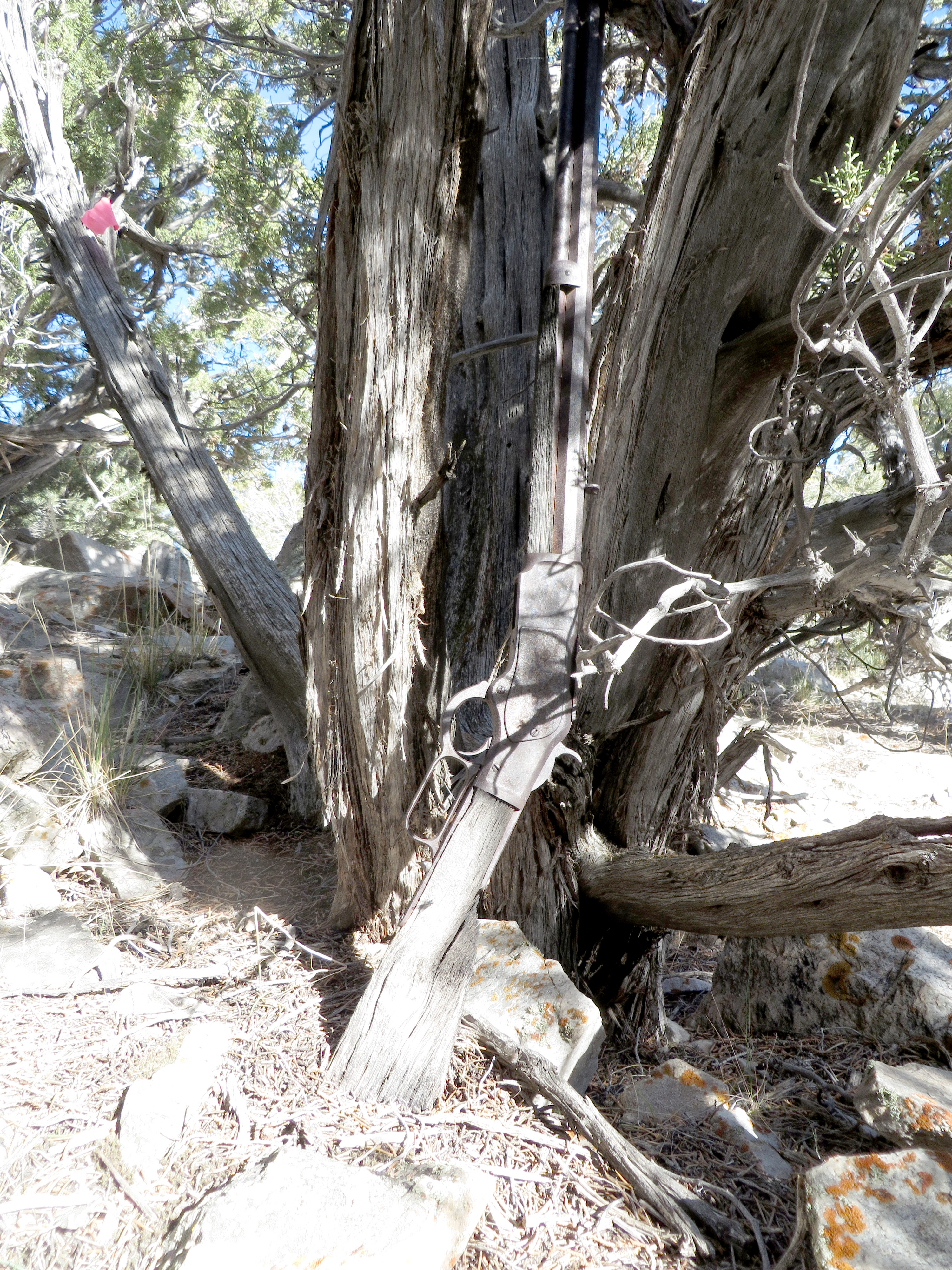
La Winchester oubliée, appuyée contre l'arbre où elle a été découverte en 2014.

La Winchester oubliée est une carabine Winchester modèle 1873 que des archéologues ont découverte en 2014, appuyée sur un genévrier dans le parc national du Grand Bassin, au Nevada. Le fusil a été fabriqué en 1882, mais on ne sait rien des circonstances de son abandon. L'état de sa crosse, enfouie dans une quinzaine de centimètres de terre et de végétation accumulées, et une cartouche stockée dans sa crosse datée d'une période allant de 1887 à 1911 indiquent qu'elle y reposait depuis de nombreuses années. Un post et une photographie relatant la découverte sur la page Facebook du parc captiva l'imagination du public, curieux des raisons qui avaient pu pousser à l'abandon de l'arme, et a suscité des parutions d'articles de presse,.

## Découverte
Le National Park Service avait lancé un projet d'un montant de 280 000 dollars dans le but de réduire les risques d'incendies liés aux feux de camp autour du camping de Strawberry Creek. Dans le cadre de ce projet, le Service des parcs envoie du personnel de son bureau des ressources culturelles fouiller la zone à la recherche d'artéfacts archéologiques. L'archéologue Eva Jensen trouve alors la Winchester appuyée contre un arbre non loin du camping. La découverte est considérée comme providentielle car moins de deux ans plus tard, un feu de forêt important, le Strawberry Fire (en), balaye la zone et consume le genévrier sur lequel le fusil était appuyé,.

## Conservation et description
Le fusil est un modèle 1873 de la Winchester Repeating Arms Company, le même modèle que celui présenté dans le film de 1950 Winchester '73  avec James Stewart. Le numéro de série du fusil indique qu'il a été fabriqué en 1882. Winchester a produit en série ce modèle de fusil de calibre .44-40, devenu connu sous le nom de « Gun that Won the West », le fusil qui conquit l'Ouest, en fabriquant 25 000 exemplaires rien qu'en 1882.
Après la découverte, le service des parcs envoie le fusil au Musée des armes à feu du Buffalo Bill Center of the West à Cody, dans le Wyoming, pour analyse et conservation. Une équipe de chercheurs emmène alors l'arme à feu dans un hôpital local pour qu'elle soit radiographiée. Elle est enregistrée à l’hôpital sous le nom du patient « Rifle », fusil en anglais. Alors que la chambre n'est pas chargée, les rayons X révèlent une cartouche de calibre .44-Winchester, à percussion centrale, dans un compartiment à l'intérieur de la crosse. Cette cartouche a été fabriquée par l'Union Metallic Cartridge Company (en) entre 1887 et 1911. La radiographie montre également qu'une fissure dans la crosse avait été réparée avec des broches métalliques. Les restaurateurs ont utilisé de la cellulose d'hydroxypropyle (en) pour préserver la crosse en bois et l'empêcher de se détériorer davantage.
La Winchester oubliée est exposée au centre des visiteurs des grottes Lehman du parc national du Grand Bassin,.